# ランブラー (自動車)
ランブラー（Rambler）はアメリカ合衆国の自動車ブランドの一つ。
「ランブラー」の名称を持つ自動車はトマス・B・ジェフリー・カンパニーが1900年から1914年まで、ナッシュモーターズが1950年から1954年まで、ナッシュの後継企業アメリカンモーターズが1954年から1969年まで製造した。製造地から「ケノーシャのキャデラック（"Kenosha Cadillac"）」といわれた。

## 1897-1914

Rambler 6HP Runabout 1903

Rambler 6 1/2HP Runabout 1903

Rambler 7HP Rear-entrance tonneau 1904

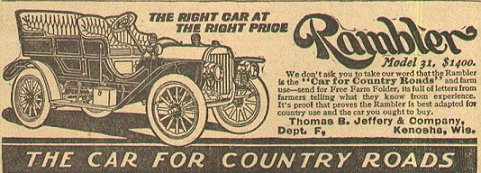
1908年式ランブラー広告

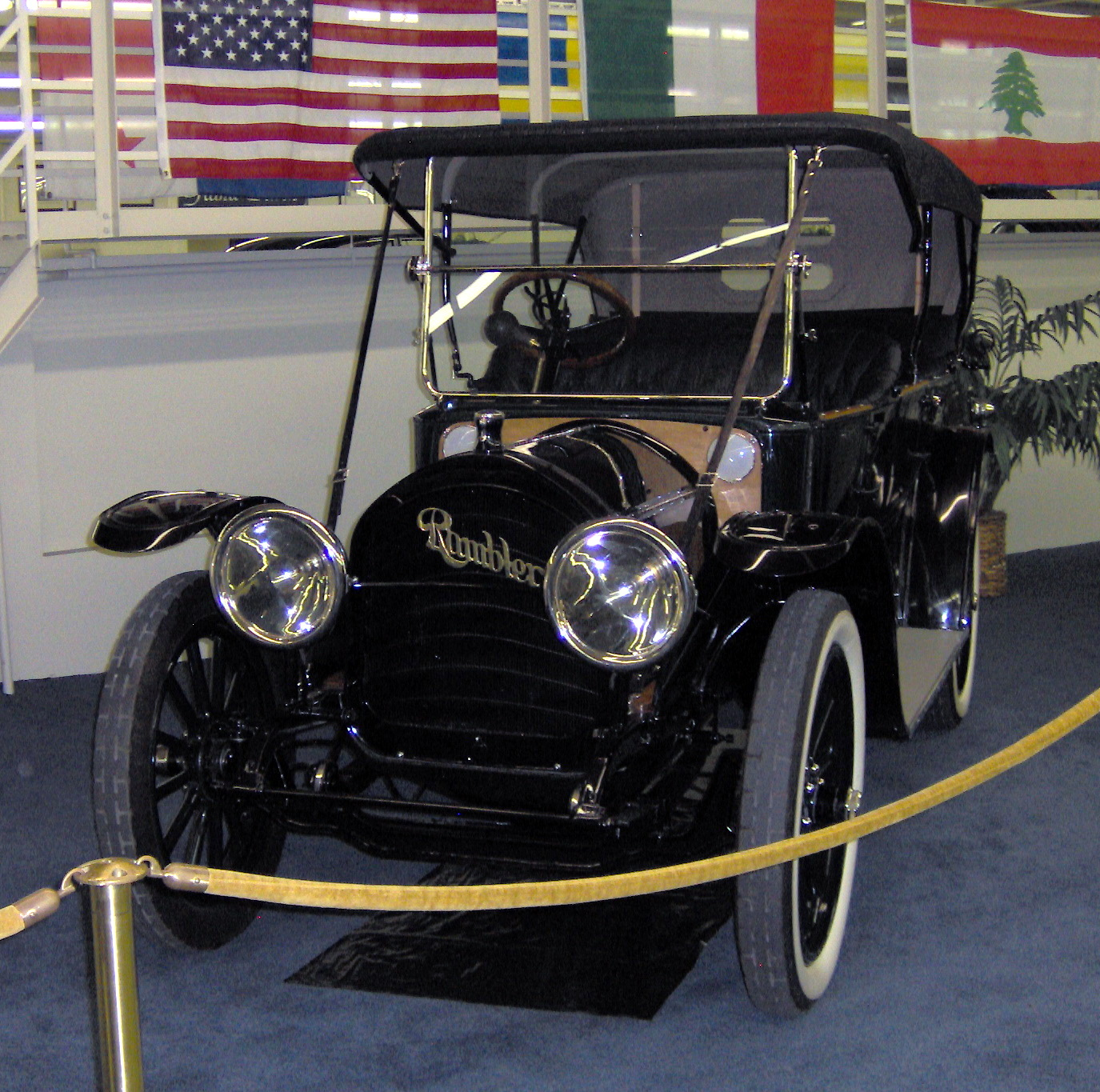
1913年式ランブラー 5人乗りツーリングカー

アメリカ製の自動車でランブラーの愛称を最初に使ったのは、シカゴでランブラー自転車を作っていたトマス・B・ジェフリーである。1897年の試作車だった。
1899年の「シカゴ国際展示会＆トーナメント」と「ニューヨークでの第一回全国自動車展示会」での反応がよく、ジェフリーは自動車事業に参入を決意。1900年にウィスコンシン州ケノーシャにあったスターリング自転車の工場を買い上げた。
ジェフリーは1902年に自動車の量産と販売を開始した。年末には1,500台を生産した。トマス・B・ジェフリー・カンパニーが当時の米国自動車の6分の1を占めて、オールズモビルに次ぐ2番手のメーカーとなった。
ティラー（舵取り棒）に換えてステアリング・ホイールを装備するなど、ランブラーは先進技術も試行した。しかし当時の一般ユーザーにはあまりに先進的だったため、ティラーステアリングでの量産とした。このほかにもランブラーは先進的なさまざまな試みをおこなった。例えば、ホイールにゴムタイヤが事前に組みつけられている「スペアタイヤ」（spare wheel-and-tire assembly）の採用である。当時は一般的なトラブルだったパンクの際に、ランブラーではホイールごと交換するだけでよかった。
1914年にはトマス・Bの息子であるチャールズ・T・ジェフリーが父を称えて、ランブラーの名をジェフリーへと変更した。
1916年、チャールズ・W・ナッシュがトマス・B・ジェフリー・カンパニーを購入し、1917年にナッシュモーターズとして創業した。「ジェフリー」は終了し、「ナッシュ」ブランドとなった。会社は1937年に有名な家庭用品メーカーと合併しナッシュ＝ケルビネーター・コーポレーションとなった。

## 1950-1957

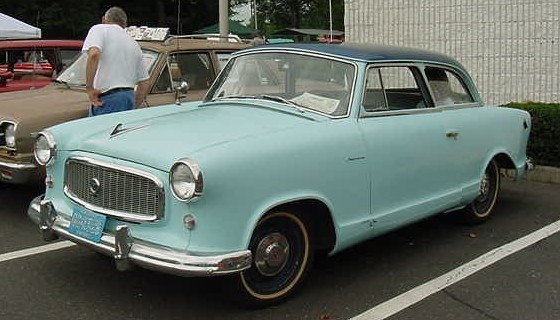
ナッシュランブラー - 初代ランブラーアメリカン 2ドアセダンの姉妹車でもある

チャールズ・ナッシュの後継者ジョージ・W・メイソンの指揮の下、ナッシュ＝ケルビネーターでは第二次世界大戦の終戦直後、戦後の経済を反映した、低コストで生産可能な小型車（スモールカー）の開発を開始した。
しかし、ナッシュが手に入れられる鉄鋼には限りがあることがわかり、メイソンは方針を変えた。ランブラーと名づけられた2ドアセダンにはコンバーチブルトップを載せ、さらに通常はオプション品とする装備を標準装備とすることで利益最大化を図った。
1950年に発売されたランブラーはほどなく人気車となった。朝鮮戦争に絡んで鋼割当量が増え、ランブラーシリーズは4ドアセダンやステーションワゴンへとモデルタイプを増やし、価格帯の幅も広げた。2ドアセダンコンバーチブルはこの種のボディの第一世代となり、人気を博した。
自社の往年のブランドをリバイバルさせた現代型ランブラー第一世代は、先行開発されたフルサイズ車であるナッシュ・エアフライトのスタイルに準拠しつつ小型化したような車両で、同様にホイールハウス(英：wheel openings)を閉じたデザインとした。ホイールハウスは自動車にとって空力抵抗の原因の一つだったが、ナッシュ流にこれをカバーしたデザインの第一の理由は「車両衝突時の強度が増す」というより実用技術的なものだった。この「スカーテッドフェンダー」はステアリング切れ角を制約するため、車が曲がりにくくなると考える人も多かったが、これを補う見地もあって一般の車両よりも前輪間隔が狭くされたため、実用上の問題はなかった。ランブラーでは1955年までこのスタイルだったが、その後の定期的なデザイン見直しで、前輪は覆われなくなった。
1954年、ナッシュ=ケルビネーターとハドソンが合併し、存続会社名はアメリカンモーターズ(AMC)となった。合併につづいて、ランブラーはナッシュとハドソンと同じバッジエンジニアリング車となり、どの車も見た目での違いがなくなった。ナッシュとハドソンは1957年で終了し、AMCの車種はランブラーのみとなった。例外は1958年から1962年まで輸入販売されたナッシュメトロポリタンのみであった。

## 1958-1969

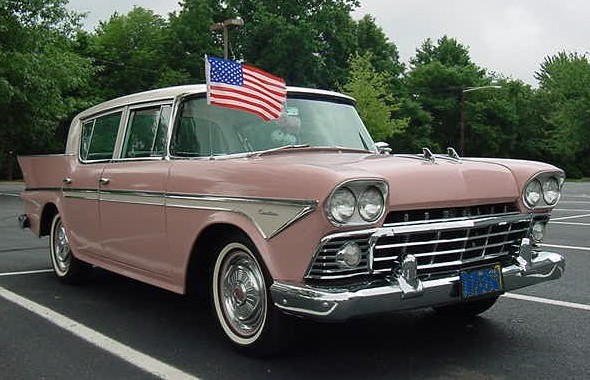
1958 Rambler sedan

1960年代にはジョージ・ロムニーが「さまざまなランブラーモデルを統合し、ひとつのランブラーブランド名の下に販売する」という方針を打ち出した。1962年には最上級グレード(top-trim level model)のAMCアンバサダーがランブラー名のもとで公式に発売された。それ以前はアンバサダー by ランブラー("Ambassador by Rambler")だった。ランブラー・シックスとランブラー・ラベルV8はランブラー・クラシックとされた。（注記：1958年から1961年まで最上級グレードは"Ambassador V-8 by Rambler"と宣伝されたが公式には常に"Rambler Ambassador"だった。）
ロムニーは、製造コストをそぎ落とすことに専心し、部品の多くをアンバサダーとクラシックで共有させた。1962年初頭に上級ランブラーモデルはすべて同じホイールベースと車体部品となった。エンジンとトリムと装備がクラシックとアンバサダーとの違いとなった。ボディの外板は1963年の新型アンバサダー/クラシックの車体と1964年アメリカンの車体で共通化された。
1963年にはランブラーシリーズ全体でモータートレンド誌のカー・オブ・ザ・イヤーを受賞。ロムニーはミシガン州知事になった。ロイ・アバネシー(Roy Abernethy)が後任となり、ビッグスリーと競う方針を引き継いだ。アバネシーは、目標と定めた市場分野では「ランブラー」ブランドは障害になると考えた。そこでアバネシーはランブラーにこだわらず、ボディやプラットフォームのバリエーションでさまざまなバリエーションのモデルを送り出すこととした。
1965年式ランブラーがその第一弾だった。まだほとんどの部品が共通化されていたがクラシックとアンバサダーは外観を変えた。アンバサダーは再び長いホイールベースとし、ユニークな見栄えとなった。加えて、ハードトップクーペのマーリン(Marlin)を出し、スポーティなファストバック市場に参入した。
次いで、アバネシーは市場調査を裏づけとして取締役会を説得にかかった。ランブラーはやぼったいイメージ(stodgy image)で販売増を狙うための障害となるだけでなく、消費者一般はランブラーを（小型車として販売されてきた従前の経緯から）コンパクトカーとして見ているということだった。1966年に開始したAMCブランドに力を入れマルチプラットフォームの自動車メーカーとなるためAMCはランブラーの段階的廃止を開始した。
1968年のAMCランブラーはコンパクトカーだがしっかりしたエコノミーカーとして作られていたランブラー・アメリカンのみだった。AMCはハーストパフォーマンスと共同開発したマッスルカーのSC/Ramblerを発売した。最後の年の1969年には、単にランブラーとなった。最後の一台は1969年6月30日に生産された。ケノーシャの生産ラインで製造されたランブラー車は420万台を超えた。

## 1970–1983
ランブラーブランドは広く世界中の市場で継続使用された。AMC・ホーネットとAMC・マタドールとともにAustralian Motor Industries (AMI)がランブラーのコンプリート・ノックダウン生産を1978年まで続けた。
ランブラー・アメリカンはアルゼンチンでは1967年にIKA・トリノとなった。後に車名はルノー・トリノに変更され1980年まで続いた。
ランブラー名は1983年にメキシコのVehiculos Automotores Mexicanos (VAM)が使ったものが最後となった。